# Thomas Robel

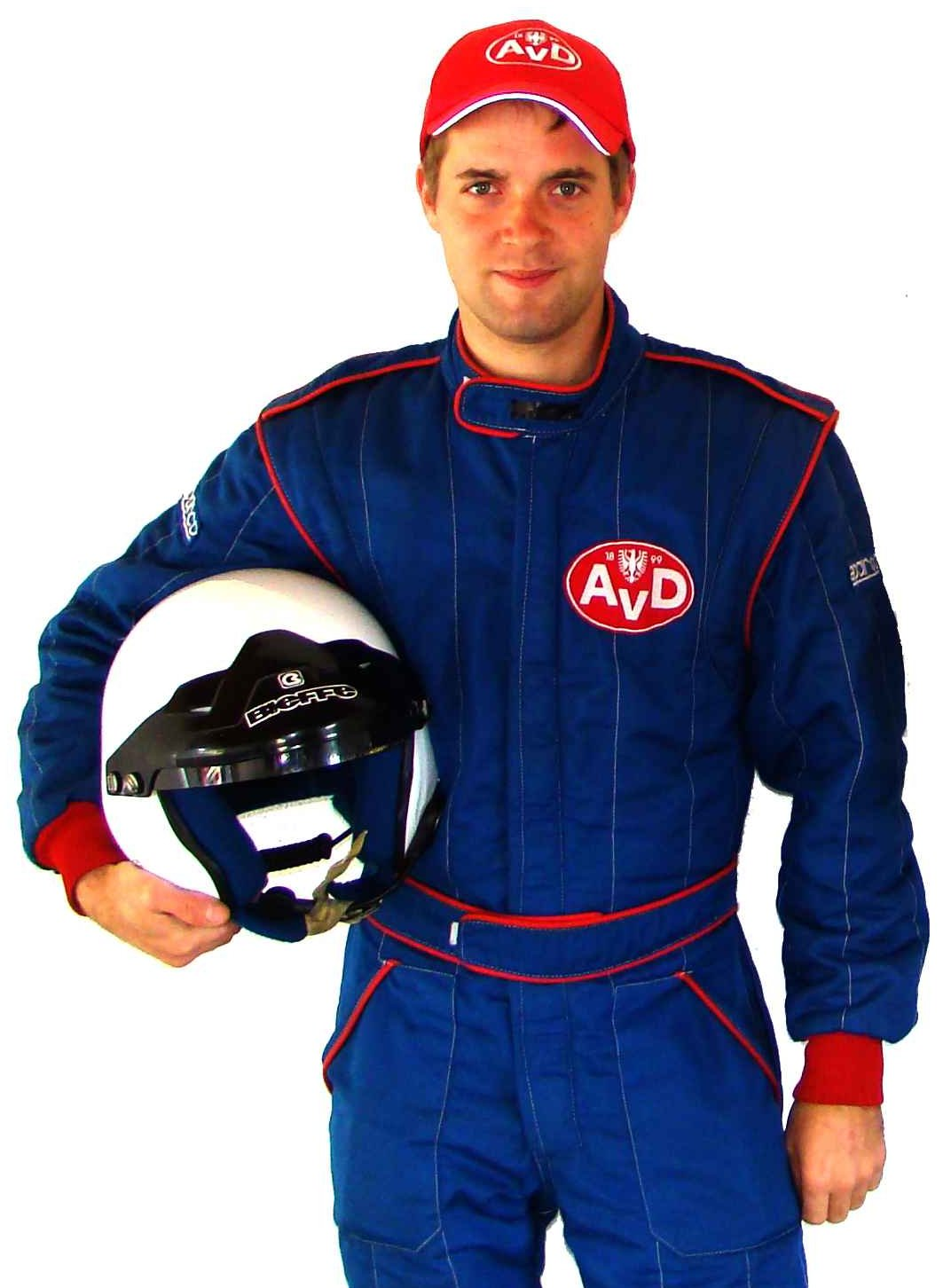
Thomas Robel

Thomas Robel (* 22. November 1985 in Hoyerswerda) ist ein deutscher Rallyefahrer. Zu seinen  Erfolgen gehört der Gesamtsieg in der Deutschen Rallye Serie 2008. Sein Copilot ist seit 2007 Henry Wichura.

## Karriere
Thomas Robel begann seine Karriere im Rallyesport 2004 auf einem Opel Kadett GSi der Gruppe G. Mit diesem Fahrzeug konnte er einige Klassen- sowie Gruppensiege bei diversen Rallye-200-Veranstaltungen feiern und belegte 2006 den zweiten Platz im DMSB Rallye Pokal Region Ost. Ein Jahr später begann Robel sein Engagement in der Deutschen Rallye Serie. Er wurde Sieger der Juniorenwertung und beendete die Saison als Siebter der Gesamtwertung. In der Saison 2008 gelang Robel mit einem Honda Integra Type-R der bisher größte Erfolg seiner Karriere. Da der bis zu diesem Zeitpunkt Meisterschaftsführende die vorletzte Rallye absagen musste, übernahm Robel die Tabellenspitze. Diese gab er bei der entscheidenden Rallye nicht mehr ab und er errang den Meisterschaftssieg. Zugleich verteidigte er seinen Titel als Juniorenmeister erfolgreich. 2009 erreichte Thomas Robel mit einem Honda Integra den 12. Gesamtrang in der Wertung der DRS. Seinen Juniorentitel konnte er erfolgreich verteidigen. In der Saison 2009 setzte das Team von Thomas Robel anfangs zudem einen Subaru Impreza Diesel im HJS Diesel Rallye Masters ein. Nach zwei absolvierten Läufen stieg Robel auf einen VW Golf V TDI um. 2010 geht Robel mit diesem Fahrzeug erneut in beiden Meisterschaften an den Start. Die Saison 2010 beendete Thomas Robel als Sieger im ADAC-Rallye-Junior-Cup und Vizemeister in der HJS Diesel Rallye Masters.
Nach einer beruflich bedingten Auszeit setzt das Team ToRo-Motorsport seit 2020 einen Trabant 601 bei Langstreckenrennen ein. Thomas Robel und sein Team wurden 2022 beim 12h-Trabantrennen in Most (Tschechien) Gesamtsieger. Ab 2024 ist Thomas Robel auf Ford Fiesta ST auch wieder im Rallyesport aktiv. Sein bisher bestes Ergebnis war der Klassensieg bei der Welfen Winter Rallye 2025.
Thomas Robel lebt mit seiner Familie in Laubusch und arbeitet als Konstruktionsmechaniker. Zu seinen Vorbildern gehören Ellen Lohr und Matthias Kahle.